# Карлос (тауншип, Миннесота)
Карлос (англ. Carlos) — тауншип в округе Дуглас, Миннесота, США. На 2000 год его население составило 1912 человек.

## География
По данным Бюро переписи населения США площадь тауншипа составляет 91,6 км², из которых 78,0 км² занимает суша, а 13,6 км² — вода (14,90 %).

## Демография
По данным переписи населения 2000 года здесь находились 1912 человек, 710 домохозяйств и 560 семей.  Плотность населения —  24,5 чел./км².  На территории тауншипа расположено 1062 постройки со средней плотностью 13,6 построек на один квадратный километр. Расовый состав населения: 98,06 % белых, 0,05 % афроамериканцев, 0,26 % коренных американцев, 0,78 % азиатов, 0,42 % — других рас США и 0,42 % приходится на две или более других рас. Испанцы или латиноамериканцы любой расы составляли 1,31 % от популяции тауншипа.
Из 710 домохозяйств в 36,6 % воспитывались дети до 18 лет, в 74,6 % проживали супружеские пары, в 2,5 % проживали незамужние женщины и в 21,0 % домохозяйств проживали несемейные люди. 17,0 % домохозяйств состояли из одного человека, при том 7,5 % из — одиноких пожилых людей старше 65 лет. Средний размер домохозяйства — 2,69, а семьи — 3,07 человека.
28,0 % населения — младше 18 лет, 4,8 % — в возрасте от 18 до 24 лет, 27,3 % — от 25 до 44, 25,8 % — от 45 до 64, и 14,1 % — старше 65 лет. Средний возраст — 39 лет. На каждые 100 женщин приходилось 106,5 мужчин.  На каждые 100 женщин старше 18 приходилось 106,6 мужчин.
Средний годовой доход домохозяйства составлял 53 009 долларов, а средний годовой доход семьи —  57 841 доллар. Средний доход мужчин —  40 417  долларов, в то время как у женщин — 24 044. Доход на душу населения составил 23 282 доллара. За чертой бедности находились 2,6 % семей и 3,9 % всего населения тауншипа, из которых 3,4 % младше 18 и 4,4 % старше 65 лет.